# Exarsia
Exarsia är ett släkte av fjärilar. Exarsia ingår i familjen praktmalar, Oecophoridae.
Kladogram enligt Catalogue of Life:
| Exarsia | \| \| Exarsia paracycla \| \| \| \| \| \| Exarsia poliochra \| \| \| \| |
|         | \| \| Exarsia paracycla \| \| \| \| \| \| Exarsia poliochra \| \| \| \| |
|         | Exarsia paracycla                                                       |
|         |                                                                         |
|         | Exarsia poliochra                                                       |
|         |                                                                         |